# Mariano San Ildefonso
Mariano San Ildefonso (* 1904; † 1981) war ein spanisch-kolumbianischer Journalist und Schriftsteller.

## Leben
San Ildefonso begann seine literarische Arbeit bei El Adelanto, einer Zeitung in Salamanca. Später wirkte er in Madrid als Chefredakteur verschiedener Zeitungen und Mitarbeiter von Unión Radio Madrid. In den 1940er Jahren wurde er in das KZ Dachau deportiert. Seine Erinnerungen daran schrieb er in dem Buch Dachau hubo novedades en el frente nieder, das 2007 posthum erschien. Danach lebte er im Exil und ließ sich nach verschiedenen Stationen um 1951 in Bogotá nieder.
Dort kommentierte er die Pferderennen in dem 1954 eingeweihten Hipódromo de Techo und gründete und leitete die Reitsportzeitschrift La Meta. Weiterhin arbeitete er als Chefredakteur für die Zeitschrift Estampa, als Mitarbeiter von El Tiempo und elf Jahre als Redakteur für El Espectador. Außerdem wirkte er an Sendungen bei RCN Radio und beim Fernsehsender Canal 7 mit. 1970 kehrte er nach Spanien zurück, wo er für den Rundfunk und die Zeitung ABC arbeitete. San Ildefonsos Werk umfasst Gedichte, Romane, Kurzgeschichten, Theaterstücke, Hörspiele und Chroniken.

## Werke
- El alma de mujer iris, 1932
- Yo no soy yo., Gedichte, 1972
- Hola, buenos días, amor!, poetische Erzählungen, 1972
- La Cenicienta en verso. Aquél y aquélla, Theaterstücke, 1972
- España, mi estrella grande, Gedichte, 1973
- Cuentos para mis nietos, 1973